# Felipe de Sousa Silva
Felipe de Sousa Silva (* 3. April 1992 in Teresina), auch bekannt als Felipe Silva, ist ein brasilianischer Fußballspieler.

## Karriere
Felipe Silva erlernte das Fußballspielen in der Jugendmannschaft des Fluminense EC in seinem Geburtsort. Seinen ersten Vertrag unterschrieb er 2012 beim Guarani EC (CE) in Juazeiro do Norte. Von 2018 bis 2018 spielte er für die brasilianischen Vereine AD São Caetano, EC Primavera, SER Caxias do Sul, CA Sorocaba, Associação Ferroviária de Esportes, CA Bragantino, Sertãozinho FC, CA Votuporanguense und den Vila Nova FC. 2016 gewann er mit dem Sertãozinho FC die Campeonato Paulista Série A3. Im Juli 2018 zog es ihn nach Asien. Hier unterschrieb er in Südkorea einen Vertrag beim Gwangju FC. Das Fußballfranchise aus Gwangju spielte in der zweiten südkoreanischen Liga. 2019 feierte er mit dem Franchise die Meisterschaft und den Aufstieg in die erste Liga. Mit 19 Toren wurde er Torschützenkönig der zweiten Liga. Nach insgesamt 79 Ligaspielen und 41 geschossenen Toren wechselte er im Juli 2021 in die Volksrepublik China, wo er einen Vertrag beim Zweitligisten Chengdu Rongcheng FC unterschrieb.

## Erfolge
Sertãozinho FC
- Campeonato Paulista Série A3: 2016

Gwangju FC
- Südkoreanischer Zweitligameister: 2019  ▲

Auszeichnungen
K League 2
- Torschützenkönig: 2019